# 佩德罗·桑塔纳
佩德罗·桑塔纳·法米利亚斯（西班牙語：Pedro Santana Familias；1801年6月29日—1864年6月14日），多米尼加共和国军人和政治家，第一任多米尼加宪政总统和拉斯卡雷拉斯侯爵（Marqués de las Carreras）。
他的父母是地主佩德罗·桑塔纳（Pedro Santana）和佩特隆尼拉·法米利亚斯（Petronila Familias）。1805年全家搬到(El Cibao)和东部的(El Seibo)，最後他成为皮革經營者。
1844-1848年、1853-1856年和1858-1861年他几次任宪政总统（为西班牙附屬），其後成为总督，获都督(captain general)头衔，他任到1862年，还获得西班牙的拉斯卡雷拉斯侯爵(Marqués de las Carreras)爵位。